# Ваља Будулуј (Бакау)
Ваља Будулуј (рум. Valea Budului) насеље је у Румунији у округу Бакау у општини Марђинени. Oпштина се налази на надморској висини од 201 m.

## Становништво
Према подацима из 2002. године у насељу је живело 364 становника, од којих су сви румунске националности.